# San Mateo Xalpa
San Mateo Xalpa est l'une des quatorze villes ou villages appartenant à la « delegación » de Xochimilco, au Mexique. Il est bordé au nord par les villages de Santiago Tepalcatlalpan et de San Lucas Xochimanca, au sud et à l'ouest par Tlalpan (une « delegación » du District fédéral du Mexique), et à l'est par le village de San Andrés Ahuayucan. Sa population est aujourd'hui (en 2010) de 14 520 habitants, mais n'était en 1929 que de 755 habitants.  

## Histoire
On trouve dans les archives du Tribunal Agraire que San Mateo Xalpa a été créé le 3 décembre 1542 sous le premier nom de Potchlan (lieu d’échanges entre commerçants), situé sur la vieille route Mexico – Acapulco

## Étymologie
Vient de « Xalpa », en Nahuatl (langue uto-aztèque) qui signifie arène.

## Fêtes
San Mateo Xalpa est une ville qui a su conserver ses traditions les plus importantes grâce à l’héritage de ses ancêtres. Les fêtes familiales sont très importantes aussi très traditionnelles : La fête des 15 ans et celle de Bodas Bautizos. Les habitants célèbrent aussi la « grande » fête ou la fête de la ville en honneur de leur saint patron San Mateo Apostol. Le 21 septembre à 2h du matin la ville et le commissariat chantent ensemble pour le Saint Patron dans l’église de la ville. Après la cérémonie religieuse sont des tours en métal ou en bois depuis lesquelles sont faits des spectacles de pyrotechnie pendant qu’un groupe joue de la musique.
On y célèbre aussi une cérémonie religieuse à part qui a pour but de recevoir les « promesses » que les autres villes ou colonies apportent au saint patron. Ces promesses viennent d’endroits avec lesquels la ville de San Mateo Xalpa entretient de bonnes relations depuis longtemps, comme les colonies de Santa Cruz Chavarrieta, Santa Cruz Guadalupe, Santiago Tepalcatlapan, San Miguek Topilejo, Santa Inés ; des villes de Guerrero, Morelos et Tlaxcala en font aussi partie. Durant cette fête des processions arrivent accompagnées d’un groupe de musique et des typiques « Chilenos » et « Santiagos ». Les habitants de San Mateo Xalpa s’organisent pour l’occasion afin d’offrir un logement et à manger aux personnes qui arrivent de Taxco. Cette fête est célébrée le dimanche et sa date précise dépend du 21 septembre (par exemple, en 2015 le 21 septembre était un lundi donc la fête a été célébrée le dimanche 20 septembre).

### La fête de la Vierge du Mont Carmel
Cette fête a lieu le 16 juillet en honneur à la Vierge du Mont Carmel que les habitants habillent dans la tenue Carmélite. Elle est aussi connue comme la « petite » fête de la ville